# 위바와 묵티 스타디움
위바와 묵티 스타디움(인도네시아어: Wibawa Mukti Stadium)은 인도네시아 서자와주에 위치한 다용도 경기장이다. 대부분은 축구 경기가 펼쳐진다. Persikasi Bekasi의 홈 구장으로 사용되고 있으며 30,000명을 수용할 수 있다.
1. ↑  Stadion Wibawa Mukti
2. ↑  Stadion Wibawa Mukti Jadi Arena Uji Coba 4 Laga Timnas Indonesia